# NES Advantage

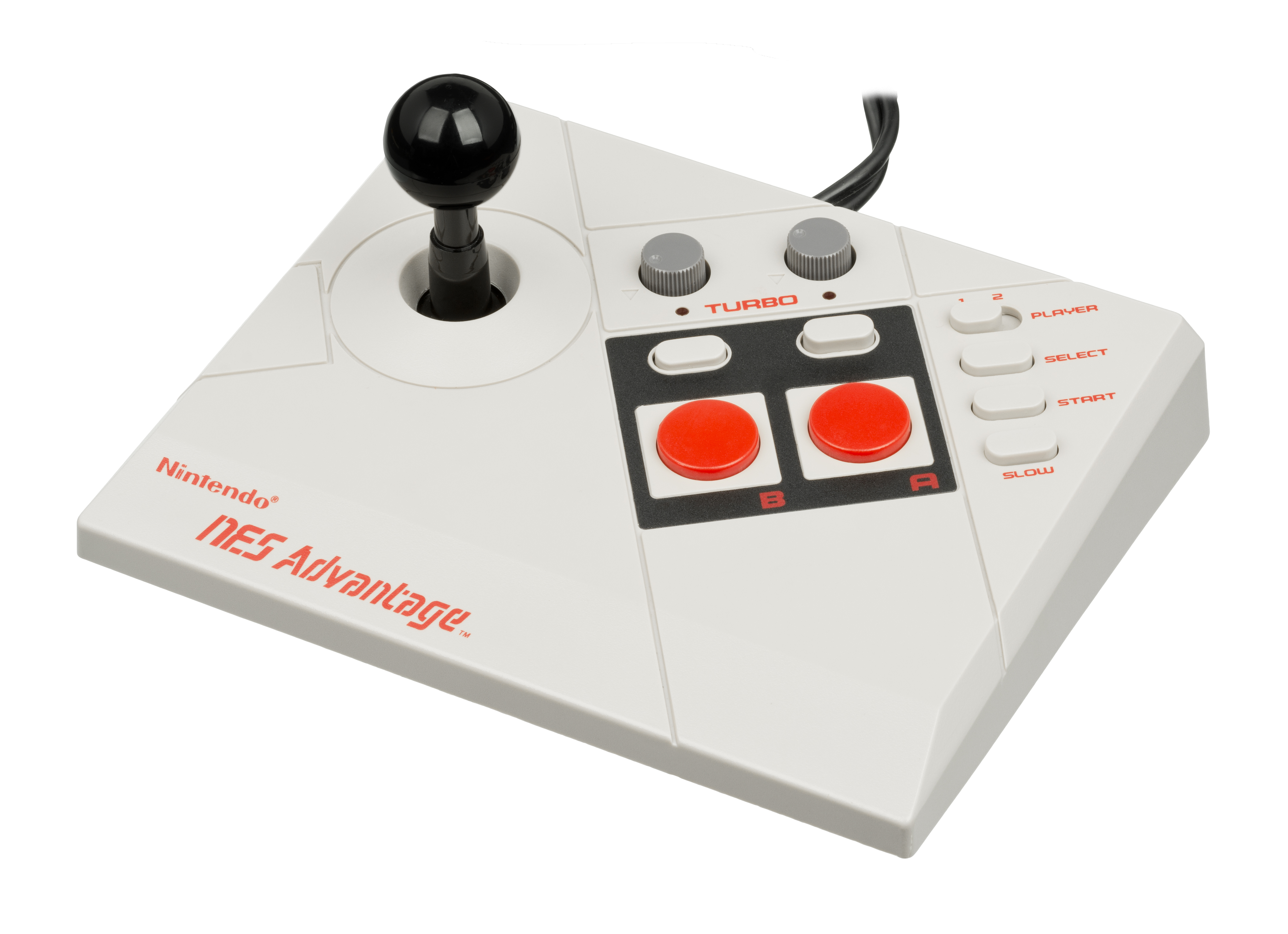
El NES Advantage.

El NES Advantage es un controlador de estilo arcade lanzado por Nintendo, para Nintendo Entertainment System, en 1987. El dispositivo está destinado a descansar sobre una superficie plana en un nivel cómodo, como una mesa o el piso, con el jugador sentado detrás de él. De esta manera, puede ser utilizado como una palanca de mando arcade - con la mano izquierda utilizando la palanca de mando y la mano derecha operando los botones.

## Diseño
El NES Advantage cuenta con controles ajustables turbo para los botones A y B que puede ser activado o desactivado con un botón; los usuarios pueden ajustar la velocidad del turbo (es decir, qué tan rápido se aprieta el botón A o B) al ajustar los diales turbo ubicados bajo ambos botones.
Cuenta con una función pseudo-cámara lenta en que los usuarios pueden activar o desactivar al apretar el botón "lento". Sin embargo, la función de cámara lenta no funciona con todos los juegos, y no funciona con juegos compatibles con el Nintendo Zapper o R.O.B.. El botón lento funciona al apretar muy rápidamente el botón de inicio, lo que puede llevar a problemas cuando el jugador intenta hacer una acción mientras el juego (por ejemplo, de saltar o disparar). Esta función no fue compatible con juegos con menús de inicio o pantallas de pausa. La función de cámara lenta fue única en su lanzamiento, aunque luego se convirtió en una función popular en controladores. 
El dispositivo tiene dos cables para conectar en ambos puertos del controlador. Al accionar la palanca entre "Jugador 1" y "Jugador 2", el Advantage puede ser compartido con otro jugador por juegos donde dos jugadores alternan el juego.

## En la cultura pop
En la película Cazafantasmas 2, un NES Advantage fue utilizado para controlar la Estatua de la Libertad.